# Zona di esclusione (fisica)
La zona di esclusione è un ampio strato (tipicamente dell'ordine di pochi micron a un millimetro) osservato in acqua liquida pura, da cui vengono respinte particelle di altri materiali in sospensione. Si osserva vicino alla superficie di materiali solidi, ad esempio le pareti del contenitore in cui è contenuta l'acqua liquida, o campioni solidi immersi in esso. Diversi gruppi di ricerca indipendenti hanno riportato osservazioni della zona di esclusione accanto a superfici idrofile.

## Storia
Le prime osservazioni di un diverso comportamento delle molecole d'acqua, vicino alle pareti del suo contenitore, risalgono alla fine degli anni '60 e all'inizio degli anni '70, quando Walter Drost-Hansen, esaminando molti articoli sperimentali, giunse alla conclusione che l'acqua interfacciale mostra differenze strutturali. Nel 1986 Boris Vladimorovič Derjagin e i suoi colleghi osservarono una zona di esclusione vicino alle pareti delle cellule.
Nel 2006 il gruppo di Gerald Pollack riportò l'osservazione di quella che chiamavano una zona di esclusione osservando che le particelle molecolari sospesi in soluzione acquosa sono profondamente ed ampiamente escluse dalla vicinanza di varie superfici idrofile. La zona di esclusione è stata osservata e caratterizzata da diversi gruppi indipendenti.
Alcuni ricercatori suggeriscono che la zona di esclusione sia dovuta a un cambiamento nella struttura geometrica dell'acqua, indotto dalla superficie della struttura.